# Cerceis biforamina
Cerceis biforamina is een pissebed uit de familie Sphaeromatidae. De wetenschappelijke naam van de soort is voor het eerst geldig gepubliceerd in 1996 door Javed & Yousuf.